# Irena Kononowicz

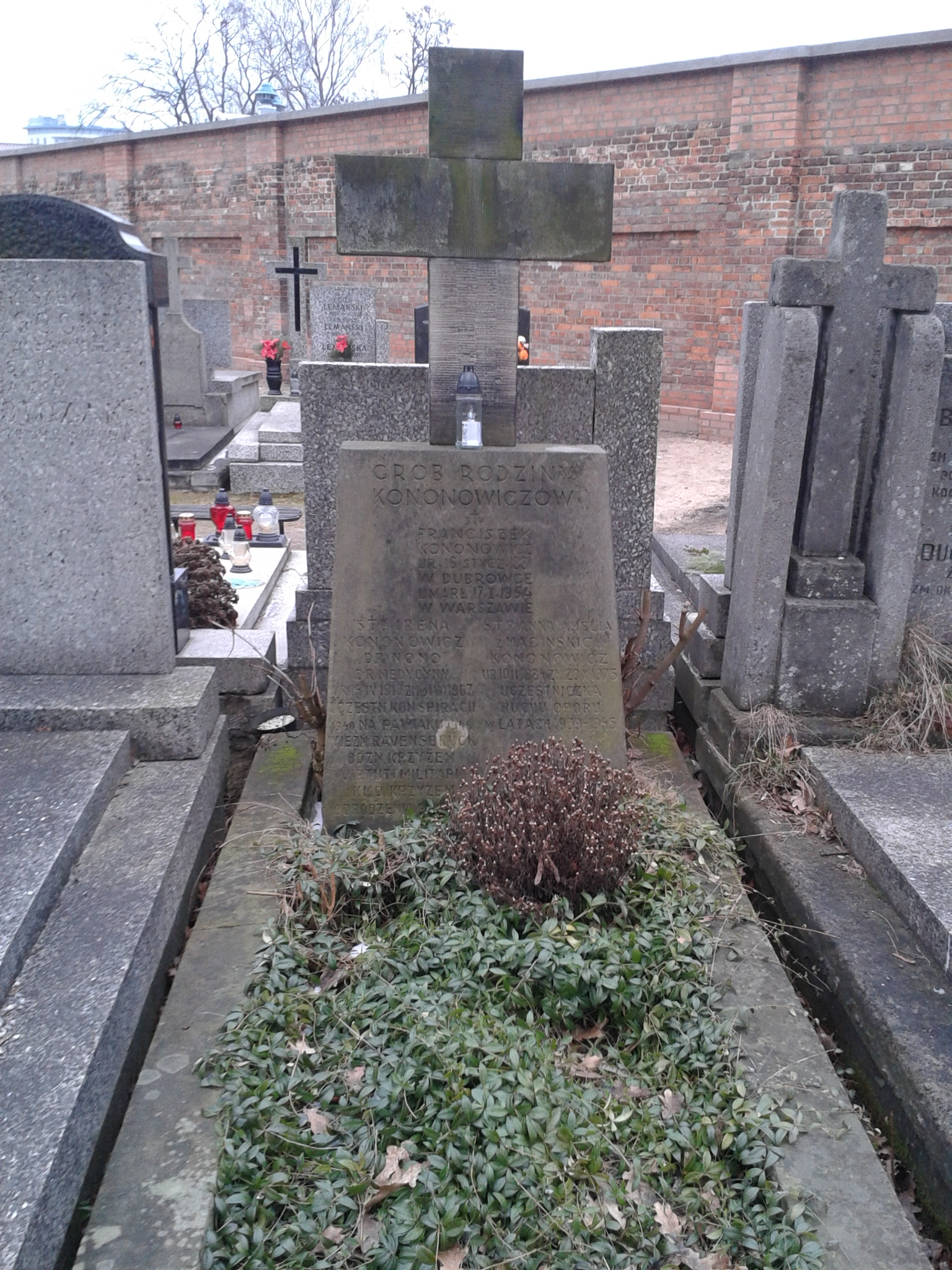
Grób Ireny Kononowicz na cmentarzu Bródnowskim w Warszawie

Irena Kononowicz, ps. Dr. Nono (ur. 14 kwietnia 1910 w Łasku, zm. 20 marca 1969 w Warszawie) – polska lekarka radiolog, działaczka niepodległościowa.

## Życiorys
Urodziła się 14 kwietnia 1910 w Łasku, w rodzinie urzędnika skarbowego Franciszka Kononowicza (zm. 1954) i Anny z Mełczyńskich lub Macińskich (zm. 1975). Miała dwóch młodszych braci: Józefa Stanisława ps. Maciej (1912–1986), poetę, pisarza, dziennikarza, i Marka (1914–2004), rzeźbiarza, grafika. Edukację rozpoczęła podczas I wojny światowej w szkole w Nowomoskowsku. Po powrocie w 1918 do niepodległej Polski ukończyła w Łodzi Prywatne Gimnazjum Żeńskie Zofii Pętkowskiej i Wiktorii Macińskiej. Egzamin dojrzałości zdała w 1929. Od 1932 studiowała na Wydziale Lekarskim Uniwersytetu Warszawskiego. Absolutorium uzyskała 17 stycznia 1938 a dyplom lekarski 9 stycznia 1940 na tajnym Uniwersytecie Warszawskim. W latach 1938–1939 pracowała jako lekarz-lustrator punktów akcji letniej dla dzieci w województwie warszawskim, a latem 1940 tę samą funkcję pełniła na półkoloniach dla dzieci praskich na Okęciu i Kole. Od 22 stycznia 1940 do 1 maja 1940 odbywała staż jako asystent na Oddziale Chorób Wewnętrznych, a od 1 maja 1940 do 7 października 1940 na Oddziale Chirurgicznym Szpitala Dzieciątka Jezus. Należała do konspiracyjnej organizacji Związku Podoficerów Rezerwy „Grunwald” podporządkowanej ZWZ. Dostarczała odzienie i żywność aresztowanym i ich rodzinom, sprawowała opiekę lekarską nad Domami dla Dzieci Ofiar Wojny na Mokotowie (chłopcy) i na Woli (dziewczęta). Prowadziła szkolenie sanitarne i ćwiczenia z zakresu pierwszej pomocy dla starszej młodzieży. W nocy z 9/10 października 1940 została aresztowana przez gestapo i uwięziona na Pawiaku, gdzie została lekarzem kolumny sanitarnej. Nazywana przez współwięźniarki Dr. Nono miała możliwość przenosić wiadomości i meldunki. Uczestniczyła w działającej na Pawiaku konspiracyjnej siatce więziennej (ZWZ). Zasłynęła niepospolitym zaangażowaniem w pomoc więźniom, wielu uwięzionym uratowała życie. 29 lipca 1944 w związku z likwidacją więzienia została razem z innymi więźniami przetransportowana do Ravensbrück (KL). Tam, a następnie w Ludwigsfelde-Spandau przebywała do wyzwolenia obozu 3 maja 1945.
26 maja 1945 powróciła do Warszawy. 1 lipca 1945 została asystentem dr Krystyny Ossowskiej w 11 Zakładzie Radiologii Szpitala Wolskiego, późniejszego Instytutu Gruźlicy. W 1946 odbyła roczną asystenturę na Oddziale Wewnętrznym tego szpitala dla zdobycia podstaw do specjalizowania się w radiologii gruźlicy. Pracowała naukowo w zakresie badań bronchograficznych, w szczególności badań nad gruźlicą oskrzeli. Pracowała także dodatkowo w IX Ośrodku Zdrowia. Za badania patologii naczyń płuc uzyskała w 1952 stopień doktora medycyny i objęła stanowisko adiunkta Instytutu Gruźlicy. W 1960 Komisja Kwalifikacyjna dla Pracowników Pomocniczych Nauki zatwierdziła przyznany tytuł adiunkta przewidując wszczęcie przewodu habilitacyjnego. Irena Kononowicz opublikowała 9 prac naukowych i opracowała dwa rozdziały do podręczników naukowych. 
Społecznie udzielała się w Polskim Towarzystwie Badań nad Gruźlicą, Związku Zawodowym Służby Zdrowia, Warszawskim Towarzystwie Lekarskim oraz w Polskim Towarzystwie Radiologicznym. W lipcu 1947 wstąpiła do Polskiego Związku Byłych Więźniów Politycznych Hitlerowskich Więzień i Obozów Koncentracyjnych. 
Zmarła w Warszawie, pochowana 24 marca 1969 w grobie rodzinnym na cmentarzu Bródnowskim (kwatera 11F-2-19).

## Ordery i odznaczenia
- Krzyż Komandorski Orderu Odrodzenia Polski
- Krzyż Srebrny Orderu Wojennego Virtuti Militari nr 13602 (3 maja 1944)[4]
- Medal 10-lecia Polski Ludowej (13 stycznia 1955)[5]
- Odznaka „Za wzorową pracę w służbie zdrowia”

Źródło.